# کنیسه سنگ بست
کنیسه سنگ بست مربوط به اواخر دوره قاجار است و در اصفهان، محله جوباره، خیابان کمال، کوچه سنگ بست واقع شده و این اثر در تاریخ ۲۰ اردیبهشت ۱۳۸۶ با شمارهٔ ثبت ۱۹۰۶۶ به‌عنوان یکی از آثار ملی ایران به ثبت رسیده است.